# Dreaming in Red
 (septembre 2023).
Dreaming in Red est un groupe luxembourgeois de death metal mélodique, originaire de Luxembourg, actif entre 1996 et 2005.

## Histoire
Dreaming in Red est formé en 1996 et son style musical était catégorisé death metal mélodique avec des paroles chantées en anglais. Une première (et seule) démo, éponyme, voit le jour en 1998, et compte 500 exemplaires vendus. Le groupe joue par la suite plusieurs concerts, et atteint la 4e position du festival annuel luxembourgeois de jeunes talents Emergenza en 2000.
En 2002, le groupe publie son seul et unique album studio, Silence Before, remarqué par la presse spécialisée,,. En 2005, le groupe joue au Rockhal avant de se séparer. Les membres étaient Patrick Pütz (chant), Carlo Beschi (guitare), Patrick Hoffmann (guitare), Pol Frisch (basse) et Alain Flammang (batterie), ainsi que Carlos Gomes (basse, 1998–?) et Jean-Luc Müller (batterie, 1998–?).

## Discographie
- 1998 : Dreaming in Red (démo)
- 2002 : Silence Before (album)